# Indopiptadenia oudhensis
Indopiptadenia oudhensis är en ärtväxtart som först beskrevs av Dietrich Brandis, och fick sitt nu gällande namn av John Patrick Micklethwait Brenan. Indopiptadenia oudhensis ingår i släktet Indopiptadenia och familjen ärtväxter. Inga underarter finns listade i Catalogue of Life.